# Дарк-метал
Дарк-ме́тал (англ. dark metal, от dark — «темный») — направление в экстремальном метале, сформировавшееся на рубеже 1980-х и 1990-х годов. Первые работы в данном направлении можно обнаружить в Швейцарии, Германии, Греции, Италии и в других преимущественно европейских странах. Дарк-метал является трудноклассифицируемым поджанром и чаще всего представляет собой промежуточное состояние между блэк, дэт, готик и дум-металом, обладая оккультной «ритуальной» атмосферой и соответствующей лирикой.

## История появления
Истоки жанра можно проследить ещё начиная от первых работ Hellhammer, Celtic Frost и ранних релизов King Diamond. На формирование стиля оказало влияние подъём популярности классического дума в духе Candlemass и готической субкультуры конца 1980-х годов. Изначально дарк-метал был нескандинавским вариантом экстремального направления в метале, уходя корнями в прото-блэк и прото-дэт. Поскольку дэт-метал раньше обособился в отдельный стиль ещё в середине 1980-х годов, то дарк-метал сохранил больше родственных черт с блэк-металом отделившимся в 1990-х.
Каждая команда вырабатывала своё звучание самостоятельно, не имея при этом единой сцены. «Золотым периодом» дарк-метала можно считать промежуток между 1994 и 1996 годами, содержащий все ключевые работы жанра.
Альбомами, определившими лицо стиля и наиболее точно представляющими «образцовый» дарк-метал, можно назвать Dark Metal от Bethlehem (который впоследствии и дал название жанру) и Ceremony of Opposites Samael. Отдельно стоит выделить норвежский коллектив Aeternus, именующий свой стиль «True Dark Metal», который также можно отнести к категории эталонных представителей жанра.

## Музыкальная составляющая
Дарк-метал является не таким тяжёлым в сравнении с другими подвидами экстремального метала, предпочитая делать упор на «пафосность» звучания и создание ритуальной атмосферы магии и оккультизма, нередко добавляя для этого в музыку мрачные акустические пассажи, «потусторонние» семплы, жуткие песнопения, декламации и т. д.
Как правило, это мрачная среднетемповая музыка с низким гитарным строем, клавишными вставками, минимумом соло и чаще всего с использованием харша в качестве основы для вокальных партий.

## Представители жанра
В Швейцарии можно выделить Samael, Alastis и Triptykon (сайд-проект Томаса Габриэля Фишера, который продолжил развивать дарк-металлическое звучание, положенное ещё на альбоме Monotheist группы Celtic Frost), в Германии — Bethlehem, The Vision Bleak, Darkseed, Midwinter, Eisregen, Eminenz, в Австрии — ранний Thirdmoon, Evenfall, Golden Dawn, Vanitas, в Великобритании — Ewigkeit, в Норвегии — Aeternus, Madder Mortem, в Нидерландах — Deinonychus, в Греции — Rotting Christ и Nightfall, в Венгрии — Solar Scream, в Монако — Godkiller, в Португалии — Moonspell, в Италии — Evol, в Чехии — Root, в Польше — Christ Agony, Darzamat, Lux Occulta, в Финляндии — Legenda, Ajattara, Throes Of Dawn, в России — Abyssphere и Signist, в США — Agalloch, в Бразилии — Atheistc, в Колумбии — Aphangak, в Израиле — Salem и бахрейнскую группу Narjahanam, отличающейся от остальных лирикой на арабском языке с обилием восточной мелодики, делающие композиции группы «подобно заклинаниям».